# Сегонцано
Сегонца̀но (на италиански: Segonzano, на местен диалект: Segonzan, Сегонцан) е община в Северна Италия, автономна провинция Тренто, автономен регион Трентино-Южен Тирол. Административен център на общината е село Сканчо (Scancio), което е разположено на 660 m надморска височина. Населението на общината е 1447 души (към 2018 г.).